# Seewasserwerk Moos

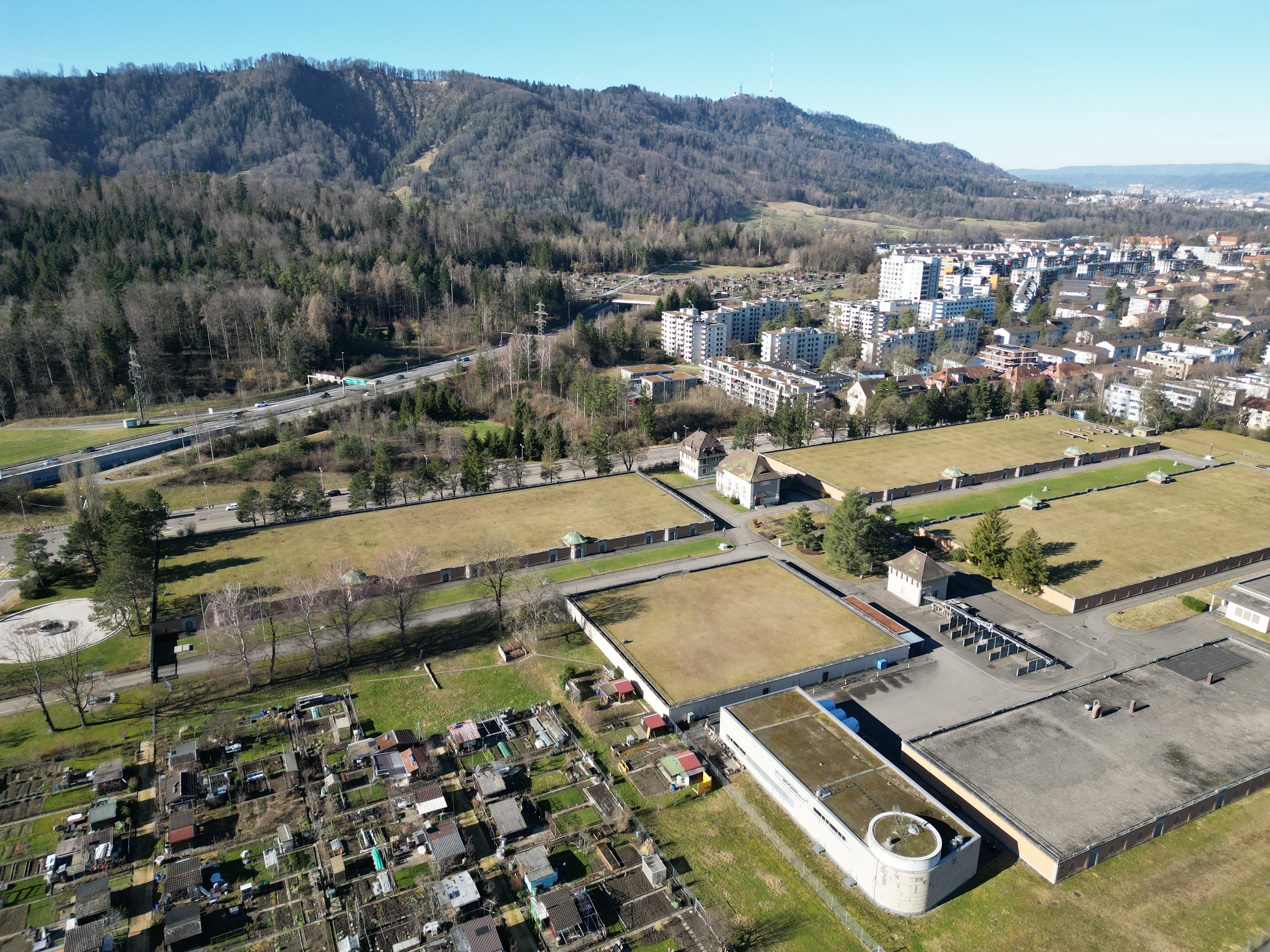
Wasserwerk Moos

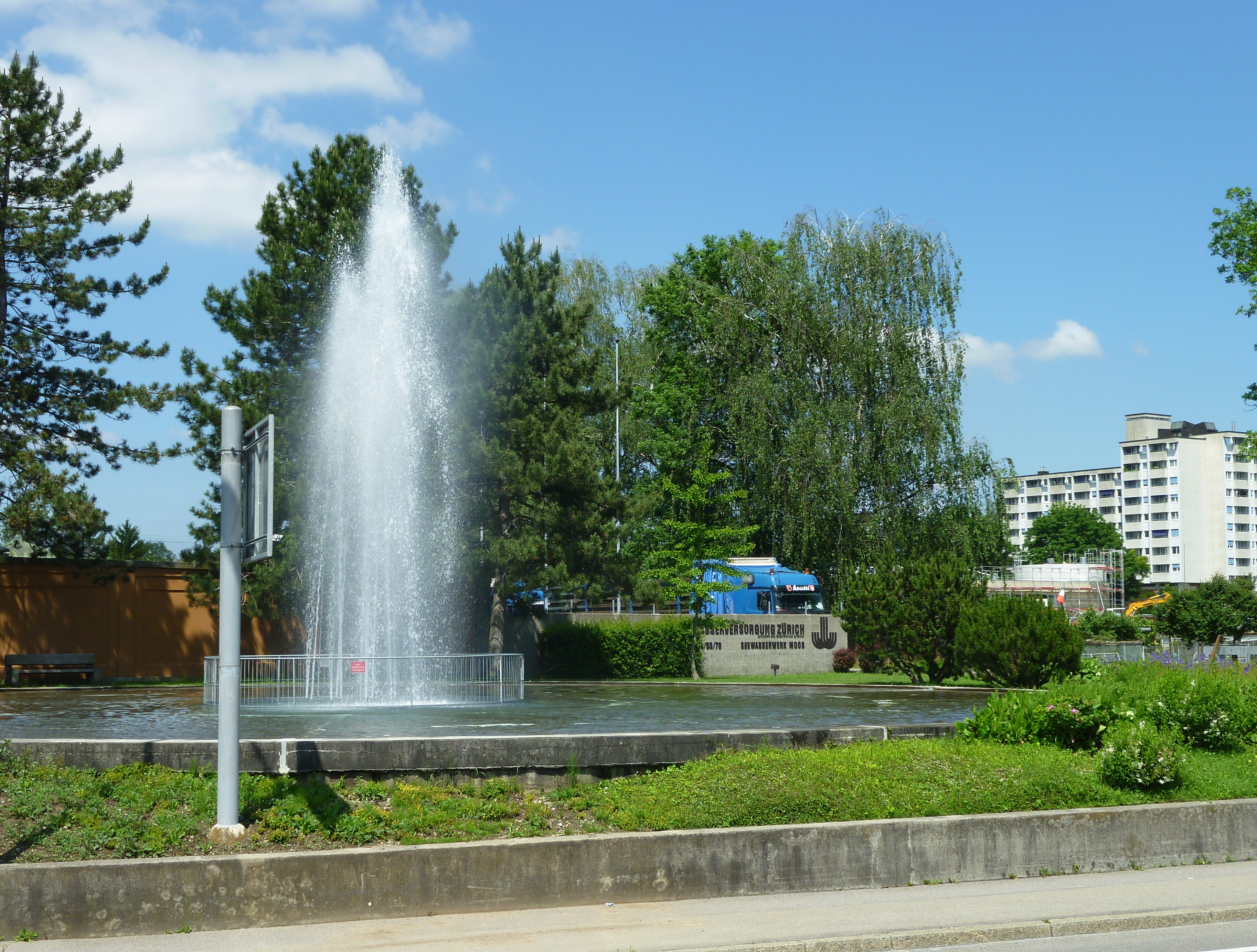
Wasserwerk Moos

Das Seewasserwerk Moos ist ein 1914 erbautes, denkmalgeschütztes Wasserwerk, das das Seewasser des Zürichsees aufbereitet.
Das Werk liegt in Wollishofen an der Grenze zu Adliswil. Es können täglich bis zu 80'000 m³ Seewasser aufbereitet werden. Diesem werden bei der Aufbereitung zusätzlich rund 20'000 m³ Quellwasser aus dem Sihl- und Lorzetal beigemischt.
Das Seewasser wird an der Fassungstelle an der Stadtgrenze in Wollishofen in rund 30 Metern Tiefe und mehrere hundert Meter vom Ufer entfernt gefasst. Die Temperatur in dieser Tiefe beträgt das ganze Jahr zwischen 6 und 8 °C.
Im Seewasserwerk fliesst das unbehandelte Wasser durch natürliche Sand- und Aktivkohlefilter. Zwischen den Filtrationen wird das Wasser mit Ozon behandelt.
Aus naturkundlicher Sicht bedeutend ist die Begrünung der Flachdächer der Hallen. Beim Bau 1914 wurden ca. 50 cm dicke Soden vom Gras der Umgebung auf die Dächer verpflanzt, u. a. um die Innenräume kühl zu halten. Aus dieser Bepflanzung hat sich eine botanisch hoch interessante Sammlung von Orchideen und anderen zum Teil seltenen Pflanzen von mageren, feuchten Lebensräumen ergeben. Es wachsen zehn verschiedenen Orchideenarten. Im ganzen wurden über 170 Pflanzenarten und 20 Spinnenarten gezählt. In der freien Natur ist ein solches Biotop im Schweizer Mittelland kaum mehr zu finden.